# روب ألان
روب ألان (بالإنجليزية: Rob Allan)‏ هو شاعر نيوزيلندي، ولد في 1945.